# Antlers (Film)
Antlers ist ein surrealistischer Horrorfilm von Scott Cooper, der am 28. Oktober 2021 in die deutschen und am darauffolgenden Tag in die US-Kinos kam. Der Body-Horror-Film basiert auf der Kurzgeschichte The Quiet Boy von Nick Antosca.

## Handlung
Julia Meadows arbeitet als Lehrerin in Oregon. Ihr Bruder Paul ist der Sheriff der Kleinstadt. Als es zu einer Reihe grausamer Todesfälle kommt, bei denen Menschen zerteilt und zerstückelt aufgefunden werden, tappt Paul bei den Ermittlungen zunächst im Dunkeln.
Seine Schwester vermutet aber bald, dass die Vorfälle mit einem ihrer Problemschüler in Verbindung stehen. Mit dem Jungen stimmt offensichtlich etwas nicht, und als sie Lucas und seinen Vater eines Tages zu Hause besucht, macht sie eine grausame Entdeckung. Ihr bietet sich ein Bild des Schreckens, das jeder Beschreibung trotzt.

## Produktion

### Literarische Vorlage und Filmstab
„It happened during her second month as a teacher. She was 23 and frustrated. She’d expected to end up in a city, but Teach For America had sent her here, to this little town built around a dead railroad station: Rexford, West Virginia.“

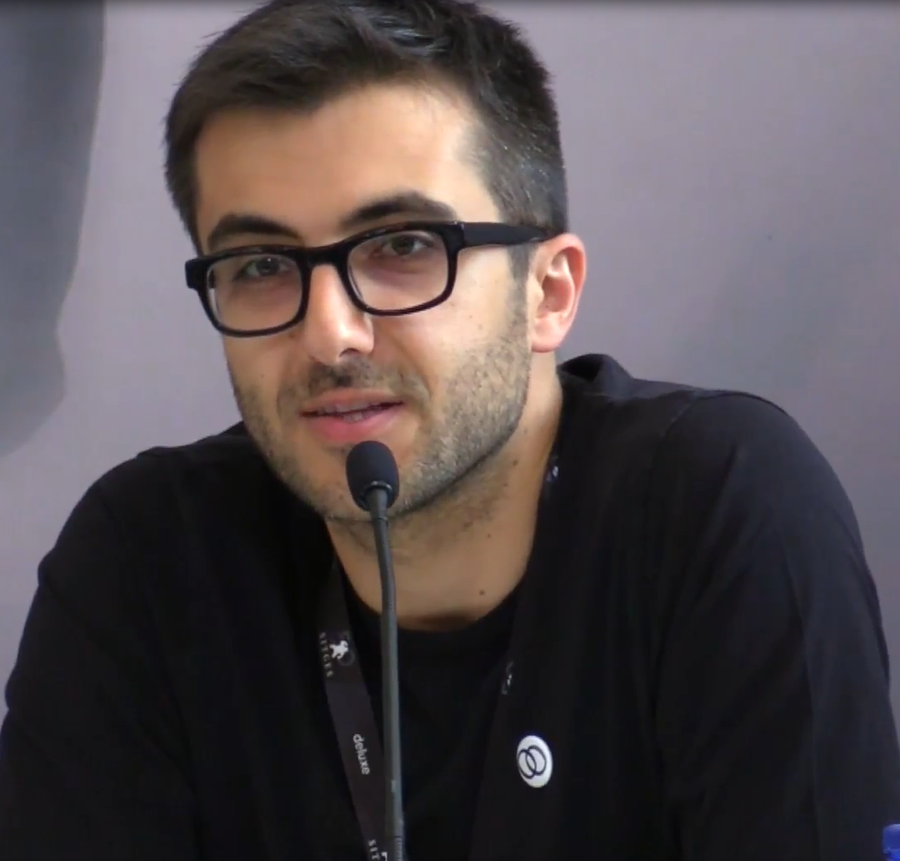
Der Film basiert auf der Kurzgeschichte The Quiet Boy von Nick Antosca

Der Film basiert auf der Kurzgeschichte The Quiet Boy von Nick Antosca über einen Dämon aus der Folklore der Algonkin.
Es handelt sich dabei um einen Wendigo, eine hirschähnliche Kreatur, die erwacht ist, um die schlimmen Dinge zu rächen, die die Menschen dem Land zugefügt haben, und auf den sich der Filmtitel „Antlers“ (englisch für „Geweih“) bezieht. In der Vergangenheit war Antosca als Drehbuchautor für zwei Folgen von Teen Wolf und eine Reihe anderer Fernsehserien tätig.
Regie führte Scott Cooper, der auch gemeinsam mit Henry Chaisson und Antosca dessen Kurzgeschichte für den Film adaptierte. Es handelt sich nach Crazy Heart, Auge um Auge, Black Mass und Feinde – Hostiles um Coopers fünfte Regiearbeit.

### Besetzung und Dreharbeiten

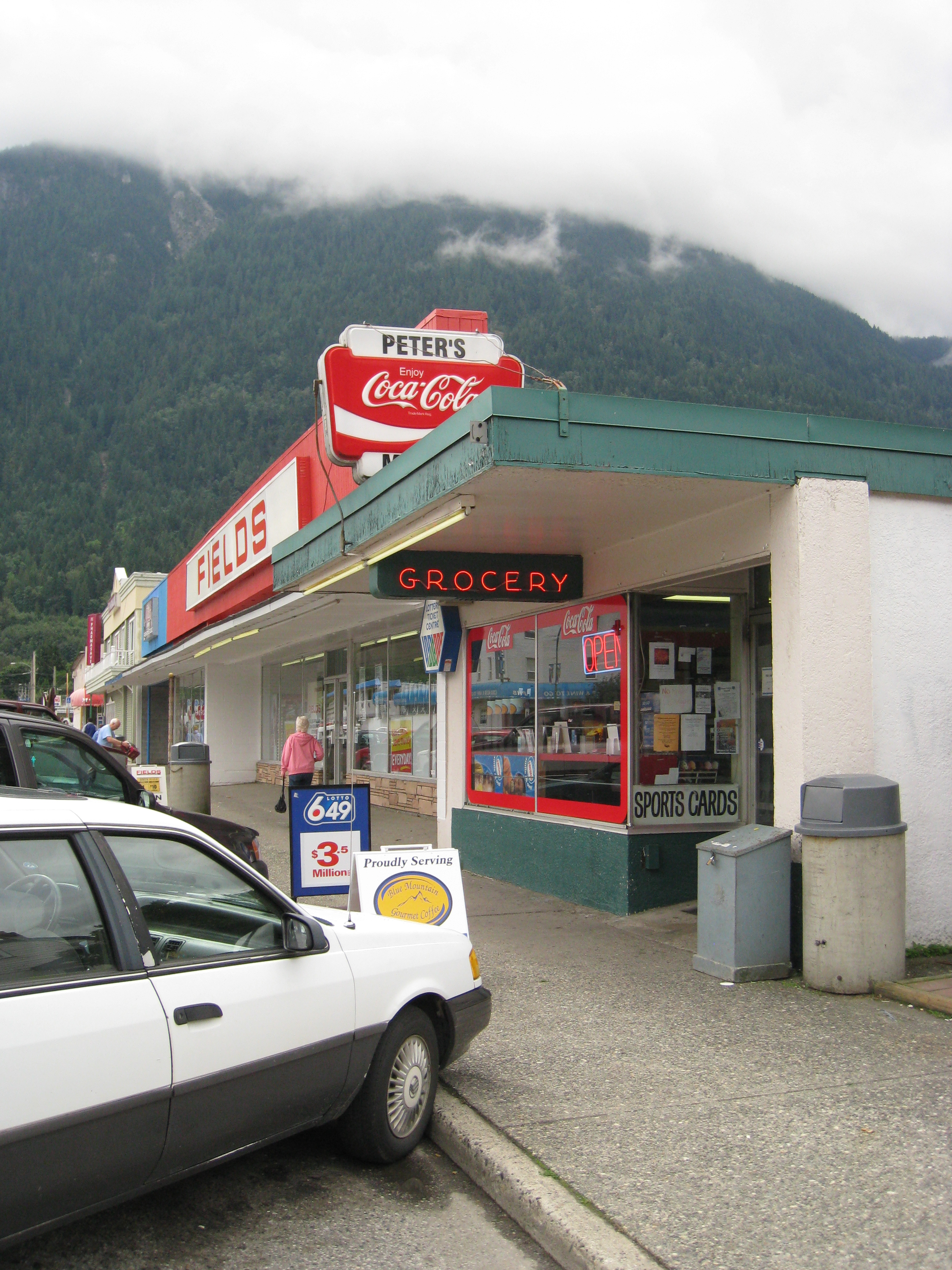
Gedreht wurde in der kanadischen Kleinstadt Hope

Keri Russell spielt Julia Meadows, Jesse Plemons ihren Bruder und Sheriff in Oregon Paul Meadows und der Kinderdarsteller Jeremy T. Thomas den Schüler Lucas Weaver. Scott Haze spielt dessen Vater Frank und Sawyer Jones seinen Bruder Aiden. Graham Greene spielt den ehemaligen Sheriff Warren Stokes.
Die Dreharbeiten wurden am 1. Oktober 2018 begonnen. Gedreht wurde in den Mammoth Studios in Burnaby und in der Kleinstadt Hope in der kanadischen Provinz British Columbia. Als Kameramann fungierte der Deutsche Florian Hoffmeister.

### Filmmusik und Veröffentlichung
Die Filmmusik komponierte Javier Navarrete. Das Soundtrack-Album mit 26 Musikstücken wurde zum US-Kinostart von Hollywood Records als Download veröffentlicht.
Im August 2021 wurde der erste Trailer vorgestellt. Der Film kam am 28. Oktober 2021 in die mexikanischen und deutschen und am darauffolgenden Tag in die US-amerikanischen und kanadischen Kinos. Die Premiere erfolgte bereits am 13. Oktober 2021 beim Sitges Film Festival.

## Rezeption

### Altersfreigabe
In den USA erhielt der Film von der MPAA ein R-Rating, was einer Freigabe ab 17 Jahren entspricht. In Deutschland wurde der Film von der FSK ab 16 Jahren freigegeben. In der Freigabebegründung heißt es, einzelne drastische Darstellungen von Verletzungen und Tötungen könnten Kinder und Jugendliche im Zusammenspiel mit der düsteren Grundstimmung und dramatischen Situationen überfordern. 16-Jährige seien jedoch auf der Basis ihrer Medienerfahrung in der Lage, mit diesen Aspekten umzugehen und sich ausreichend zu distanzieren. Sie können die Genreelemente entschlüsseln und das Geschehen eigenständig reflektieren.

### Kritiken und Einspielergebnis
Die Kritiken fielen gemischt aus. So sind 59 Prozent der bei Rotten Tomatoes gelisteten Kritiken positiv.

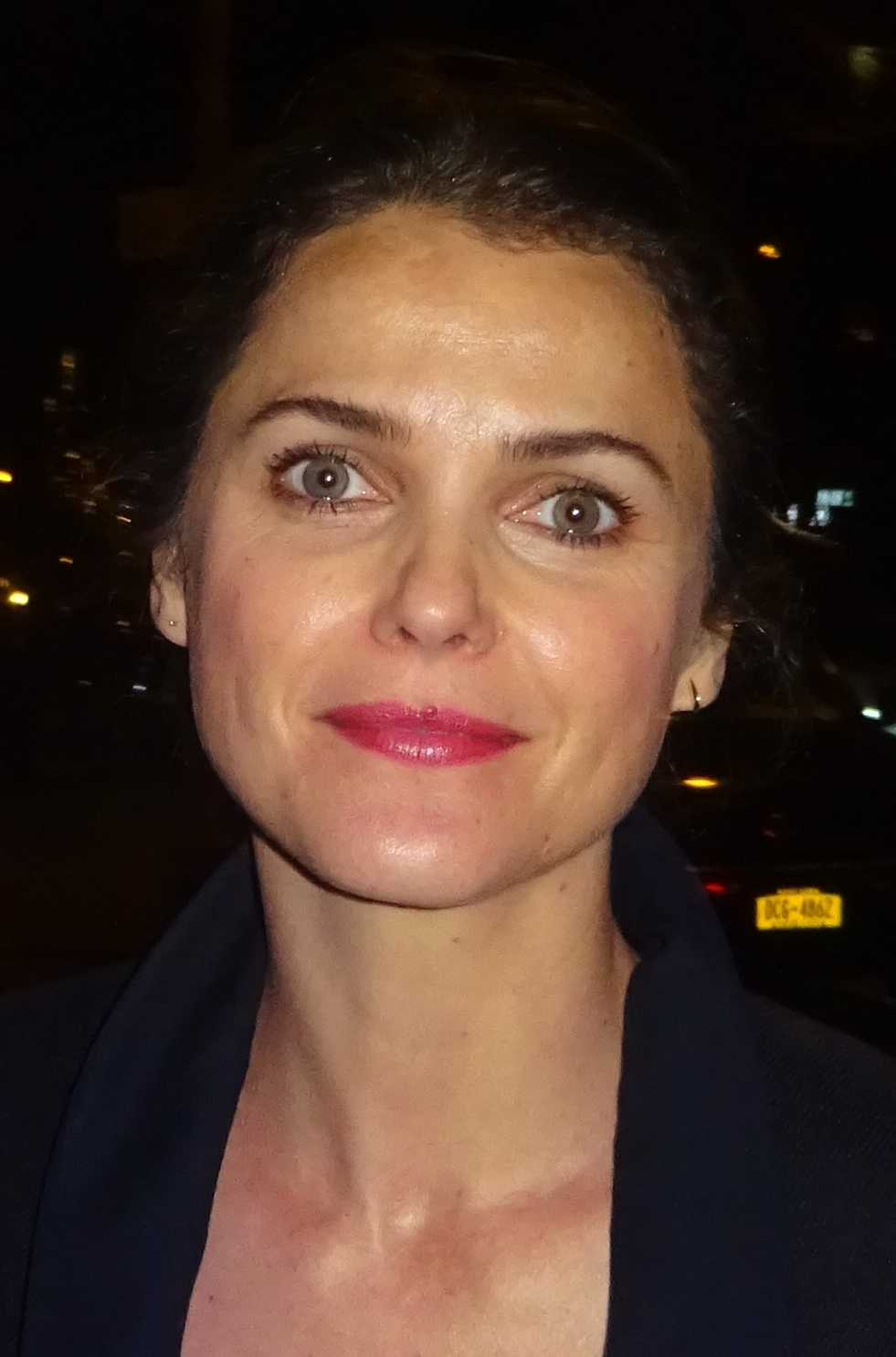
Keri Russell spielt Julia Meadows

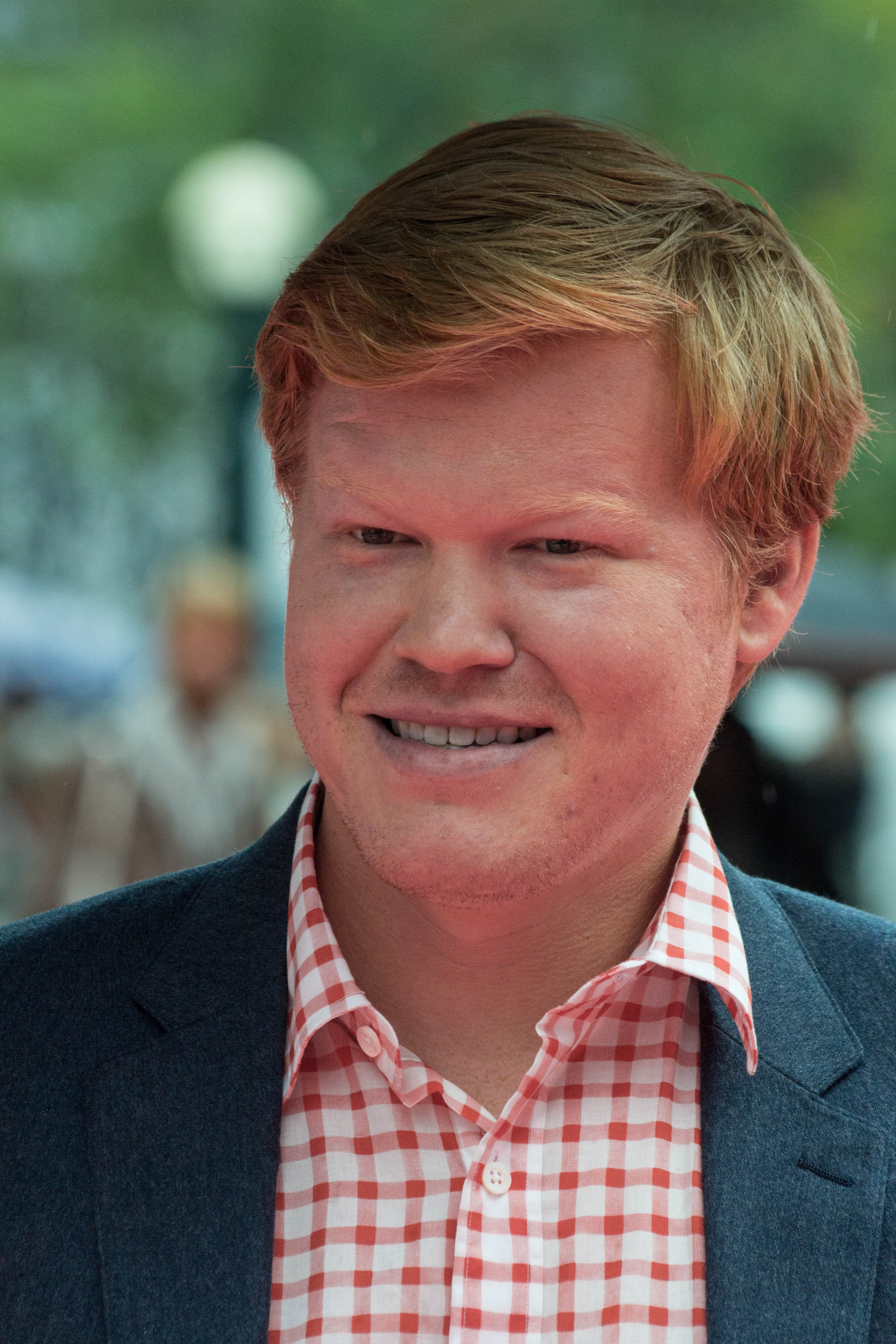
Jesse Plemons spielt ihren Bruder Paul

Benjamin Lee schreibt im Guardian, Scott Cooper sei es gelungen, eine gewisse Furcht heraufzubeschwören, und die Gewalt habe eine viszerale Bosheit, die funktioniert, bis sie an einem bestimmten Zeitpunkt aber nicht mehr funktioniert, wenn die Kreatur im Zentrum der Geschichte aus der Dunkelheit ins Licht tritt. Antlers sei ein Monsterfilm, der vom Zuschauer ernst genommen werden wolle, ohne einen triftigen Grund dafür zu nennen. Auch die indigene Inspiration, die den Film einrahmt, komme zu kurz, und auch Angehörige der First Nations fehlten fast vollständig. Selbst durch das anfängliche Voiceover der amerikanischen Ureinwohner verleihe Cooper den indigenen Völkern keine wirkliche Rolle oder Stimme, wodurch auch die Botschaft des Films verloren gehe. Lee resümiert: „Indem er sich so sehr bemüht, etwas zu sagen, führt Antlers zu nichts.“
Andreas Busche schreibt im Tagesspiegel, Antlers handele von einer ökologischen und gesellschaftlichen Katastrophe, sei gleichzeitig aber auch ein überfrachtetes Familiendrama. Die verstockte Körpersprache von Keri Russell und Jesse Plemons ergänzten perfekt das Porträt einer verheerten Kleinstadt zwischen wirtschaftlichem Niedergang und Drogenkrise, und das Lokalkolorit sei eines modernen Horrorfilms über Amerika durchaus würdig. Der deutsche Kameramann Florian Hoffmeister habe ein gutes Auge für die morbiden Braun- und Grüntöne, von denen sich die Figuren im Vordergrund kaum abheben. Für seinen ersten Horrorfilm habe Regisseur Scott Cooper die richtigen Leute gewinnen können und mit Guillermo del Toro zudem einen ausgewiesenen Genrespezialisten, so Busche. Das Problem sei eher das Drehbuch, das alle seine Themen bloß anreißt.
Die weltweiten Einnahmen des Films aus Kinovorführungen belaufen sich auf 18,3 Millionen US-Dollar.